# Xingshan
Xingshan  (en chino, 兴山; pinyin, Xīngshān) es un condado  bajo la administración directa de la Prefectura Yichang en la Provincia de Hubei, República Popular China.  Su área es de 2317 km² y su población total para 2010 superó los 180 mil habitantes. 

## Administración
Desde octubre de 2022, el  Condado Xingshan  se divide en 8 pueblos que se administran en 6 poblados y 2   villas.

## Toponimia
El topónimo Xingshan se compone de los sinogramas Xing (establecer) y Shan (montaña) con el significado "establecida en montañas". Según las Crónicas de Xingshan (兴山县志); el condado está rodeado de montañas, y su asiento administrativo se estableció en medio de estas cumbres", de ahí el nombre.